# Künzelsau
Künzelsau est une ville allemande située dans le Bade-Wurtemberg et chef-lieu de l'arrondissement de Hohenlohe.

## Personnalités liées à la commune
- Walter Haeussermann, ingénieur né à Künzelsau.
- Eberhard Gienger, gymnaste né à Künzelsau.
- Alexander Gerst, astronaute né à Künzelsau.
- Eberhard Wenzel (1896-1982), compositeur mort à Künzelsau.